# Lights Camera Action
A Lights Camera Action című dal az ausztrál énekesnő-dalszerző Kylie Minogue 2024. szeptember 27-én megjelent kislemeze tizenhetedik, Tension II című stúdióalbumáról. A dal az album vezető kislemezként jelent meg a BMG és Darenote kiadóknál. A dal digitális és streaming formában is megjelent, és várható 7 inches kislemezen is. A megjelenéssel egyidőben megjelent ez EP, amely tartalmazza az eredeti változatot, valamint egy extended változatot, illetve a Confidence Man, Zach Withess, és Jaconda remixeit. A dalt Minogue, Ina Wroldsen és producere Lewis Thompson írta. 
Zeneileg a dal egy lendületes elektronikus szerzemény, klubzenei hatásokkal, és ütemekkel. Megjelenésekor a "Lights Camera Action" kedvező kritikákat kapott a zenekritikusoktól, hangzása, és általános hangulata miatt, melyet Minogue Tension 2023-as albumával hasonlították össze. Sophie Muller rendezte a dalhoz tartozó klipet, melyben Minogue különböző ruhákban szerepel, melyet Budapesten, egy díszlet előtt forgattak. 

## Előzmények és megjelenés
Minogue 16. "Tension" című stúdióalbumának kritikai és kereskedelmi sikerét követően a Variety bejelentette, hogy az albumot "újracsomagolják" és 2024-ben adják ki. A következő hónapban Minogue a 66. Grammy-díjátadón adott interjúban utalt arra, hogy új zenén dolgozik, ahol a Padam Padam című dalával elnyerte a legjobb poptáncfelvételnek járó Grammy-díjat. Ugyanebben az évben számos közös munkája volt különböző művészekkel, többek között Sia énekesnővel a "Dance Alone" című dalban, illetve Orville Peckkel, és DJ Diploval közösen a "Midnight Ride" című dalban, Bebe Rexha-val és Tove Lo svéd előadóval a "My Oh My" című számon, illetve az amerika DJ-vel, The Blessed Madonnával az "Edge of Saturday Night" című szerzeményen.
Szeptember 19-én Minogue egy bejelentést tett közzé a közösségi médiában, majd egy nappal később nyilvánosságra hozta 17. stúdióalbumát, a Tension II címűt, illetve annak megjelenési formátumait, a Tension Tour turnéállomásait, valamint az album vezető kislemezét a "Lights Camera Action"-t. Szeptember 21-én a "Tension II" többi anyaga mellett egy bulin egy rövid belehallgatást engedélyezett az ott résztvevőknek, majd megosztott egy rövid részletet a dalból és a kislemez borítójából, mely egy állókép a videoklipből, amelyet Budapesten forgattak. Szeptember 27-én a BMG és Minogue cége, a Darenote kiadta a kislemezt digitális, és streaming formátumban. Ugyanezen a napon megjelent egy digitális EP, amely a Confidence Man, Zach Witness és Jaconda remixeit tartalmazza, beleértve az eredeti és az extended változatot is.

## Összetétel

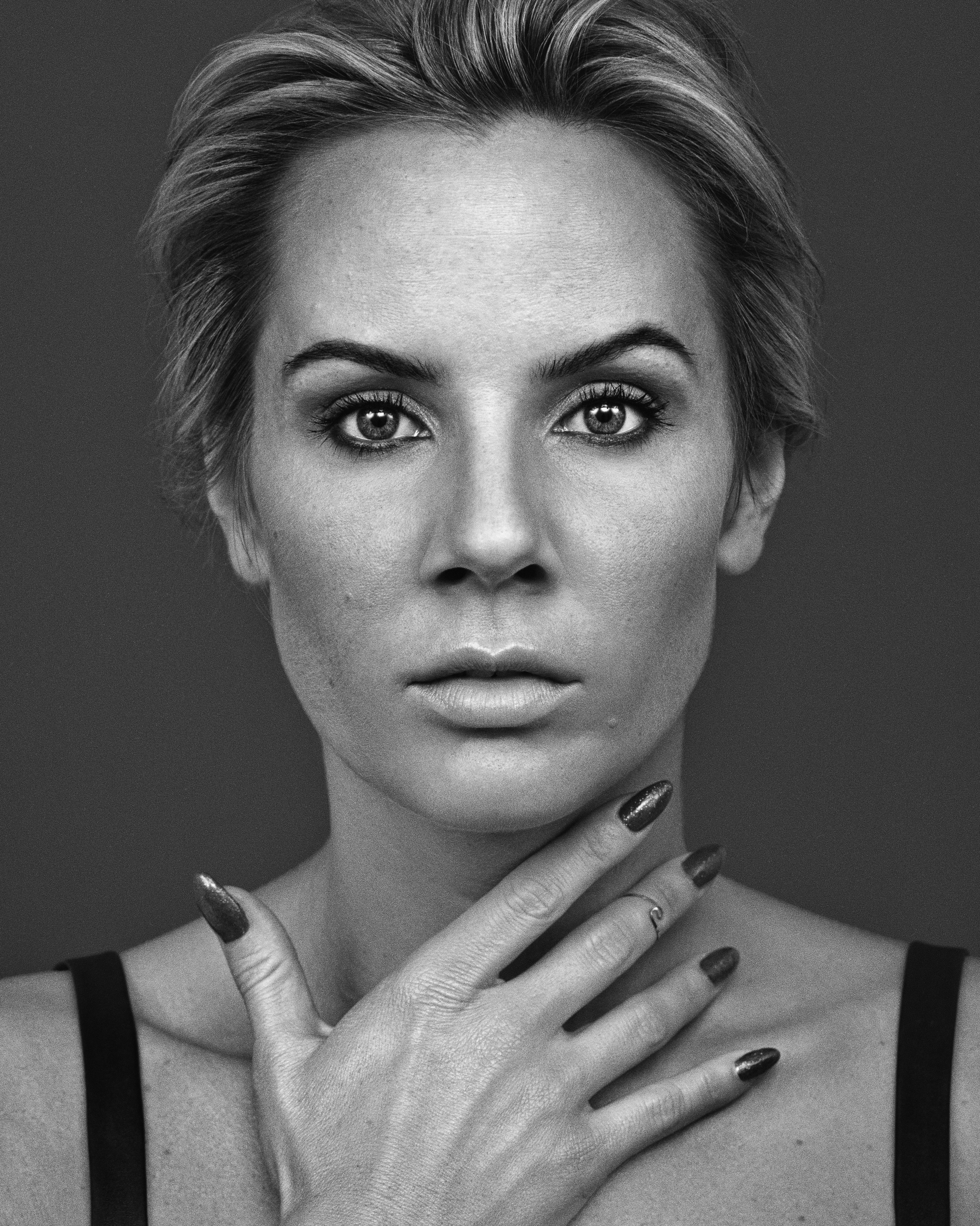
Ina Wroldsen (a képen) a "Lights Camera Action" és a Padam Padam című dal egyik szerzője

A "Lights Camera Action" című dalt Minogue, Ina Wroldsen és producere Lewis Thomphon írta. Mingogue mellett Wroldsen a háttérénekekért volt felelős, míg Thompson a programozást és hangszerelést kezelte. Minogue a Vogue Singapora oldalán beszélt a dalról, mondván: "Az egyik író, aki a "Padam Padam"-ot is írta, dolgozott ezen a dalon, szóval minden bizonnyal garancia a sikerre. Amikor meghallgattam a demót, azt hittem, hogy ez egy szórakoztató dal, és ami fontos, az a feszültség volt, mely magával ragadt, behúzott, majd leesik, mint egy erős csepp". A dal hangulatával kapcsolatban Minogue kijelentette: "Elég hipnotikus, és valószínűleg beledobod magad, így mostantól a Lights Camera Action az általános szóhasználat". a Billboard írója, Jessica Lynch a "Lights Camera Action" című dalt a "Tension" dalaihoz hasonlította, és azt írta, hogy Minogue mélyebbre merül az elektronikus világban, folytatva az éjszakai klubok által ihletett hangzást, amellyel őt tette a legutóbbi albuma, a "Tension" által több globális sláger előadójává". Lynch a dalt úgy jellemezte, hogy "tele van a táncparkettre illő, nagy energiájú ütemekkel". A Rolling Stone szerkesztője, Conor Lochrie is hasonló érzéseket fogalmazott meg, a "Tension" stílusához hasonlítva, és úgy vélte, hogy "megragadja a szórakozóhely gondtalan szellemét". Hasonlóképpen vélekedett Ky Stewart (Junkee), aki úgy érezte, hogy a dal egy "újabb hódolat Kylie kedvenc helye, a táncparkett előtt, ugyanakkor megjegyezte, hogy a dal tovább viszi a "Tension" elektronikus atmoszféráját, de így is önmagában erős. Kylie-t egyre mélyebbre lökve ezáltal a műfaj, amivel egy újabb korszakba vezeti be őt.

## Kritikák
Megjelenésekor a "Lights Camera Action" kedvező kritikákat kapott a zenekritikusoktól. Lynch a Billboard magazintól dicsérte a dalt, mondván hogy " minden elbűvölő dolog ünnepeként szolgál". A Hit Channel szintén dicsérte Minogue-t, mondván hogy "egy lüktető pophimnuszt kínál, amely Kylie jellegzetes hangulatát mutatja be", és hogy a dal nagyon dinamikus". Steward of Junkee pozitívan nyilatkozott, mondván hogy a "dal tele van vidámsággal, szellemességgel, és gondtalansággal". A dalszövegeket ismerjük, és szeretjük Kylie-t. George Griffiths az Official Chart Company munkatársa egy "függőséget okozó pop-bop-nak" nevezte a dalt.

## Kereskedelmi sikerek
2024. október 1-én az Egyesült Királyság Midweek kislemezlistáján a "Lights Camera Action" a 35. helyezett volt.

## Videoklip
A "Lights Camera Acton" klipjét Sophie Muller brit filmrendező rendezte. A klipet Budapesten forgatták, ahol Minogue különböző köntösökben szerepel egy színpadi díszlet előtt. A klip fekete-fehér felvétellel kezdődik, ahol Minogue egy irodaszerű környezetben egy térkép előtt, hasonlóan a többi részlethez, amelyet a dal megjelenése előtt megosztott a közösségi médiában. A klip további jeleneteiben egy fotós előtt pózol (akit Minogue alakít), sminkeli magát, és hajcsavarókkal látható a tükör előtt, körülötte személyzetével. A klip további jeleneteiben fekete ruhában látható. A klip azzal zárul hogy Minogue egy moziban fekete-fehér felvételt néz magáról. A klipet szeptember 28-án mutatták be Minogue YouTube csatornáján. Kheraj az Attitude-tól úgy érezte, hogy videó megragadja a dal energikus szellemét, míg Alan Pedder a The Needle Droptól "káprázatos"-nak írta le. A Clash magazin írója Murrah úgy gondolta, hogy ez egy "okos átverés a kémfilmek birodalmában".

## Formátum és számlista
- 7-inch kislemez és kazetta[26][27]

A. "Lights Camera Action" – 2:42
B. "Lights Camera Action" (extended mix) – 3:55
- Digital EP / streaming formátumok

1. "Lights Camera Action" – 2:42
2. "Lights Camera Action" (extended mix) – 3:55
3. "Lights Camera Action" (Confidence Man remix) – 4:27
4. "Lights Camera Action" (Zach Witness remix) – 4:02
5. "Lights Camera Action" (Jaconda remix) – 2:50

## Slágerlista
| Slágerlista (2024)                        | Legjobb helyezés |
| ----------------------------------------- | ---------------- |
| Australian Artist Singles (ARIA)          | 15               |
| Australia Independent (AIR)               | 1                |
| Germany Download (Official German Charts) | 17               |
| Italy Independent (Radiomonitor)          | 24               |
| Latvia (EHR)                              | 4                |
| Latvia Airplay (TopHit)                   | 54               |
| New Zealand Hot Singles (RMNZ)            | 16               |
| Egyesült Királyság (UK Singles Chart)     | 59               |
| Egyesült Királyság (UK Dance Chart)       | 16               |
| Egyesült Királyság (UK Indie Chart)       | 10               |
| US Hot Dance/Electronic Songs (Billboard) | 43               |

## Megjelenések
| Ország           | Dátum                | Formátum                                        | Label        | Ref.   |
| ---------------- | -------------------- | ----------------------------------------------- | ------------ | ------ |
| Különböző        | 2024. szeptember 27. | Digitális letöltés streaming                    | Darenote BMG |        |
| Olaszország      | 2024. október 4.     | Radio airplay                                   | BMG          | [ 37 ] |
| Egyesült Államok | 2024. október 8.     | Contemporary hit radio adult contemporary radio | BMG          | [ 38 ] |
| Különböző        | 2024. október 18     | CD single Kazetta                               | Darenote BMG |        |
| Különböző        | 2024. november 8.    | 7" kislemez                                     | Darenote BMG |        |